# نفوسة زكريا سعيد
د. نفُّوسة زكريَّا سعيد (1340- 1410 هـ / 1921- 1989 م) بحَّاثة أديبة مصرية، أستاذة الأدب العربي الحديث بكلية الآداب جامعة الإسكندرية، ومؤلفة كتاب تاريخ الدعوة إلى العامية وآثارها في مصر.

نفوسة زكريا يوم حصولها على الدكتوراه عام
1959

## ولادتها وتحصيلها
وُلِدت نفوسة زكريَّا سعيد في حي مينا البصل في الإسكندرية بتاريخ 4 ربيع الأول 1340هـ الموافق 3 نوفمبر 1921م. وكان والدها تاجرًا، توفي قبل ولادتها، فتولَّت والدتها السيدة وهيبة سيد أحمد سليمان تربيتها.
تلقَّت دراستها الابتدائية بمدرسة مُحرَّم بك الابتدائية للبنات، ونالت شهادتها عام 1935م، ثم انتقلت في مرحلة التعليم الثانوي إلى مدرسة الأميرة فايزة الثانوية، واضطرت إلى الالتحاق بمدرسة الأميرة فوقية بالقاهرة لتحصل على شهادة إتمام الدراسة الثانوية؛ لعدم وجود قسم أدبي بالإسكندرية في ذلك التاريخ (عام 1940 م).
في عام 1946 نالت درجة الليسانس من قسم اللغة العربية وآدابها بكلِّية الآداب - جامعة الإسكندرية بتقدير ممتاز. وفي عام 1953 نالت درجة الماجستير بمرتبة الشرف الأولى، وكان موضوع الرسالة «البارودي حياته وشعره» وكان أساس اختيارها للموضوع أن البارودي كان باعث النهضة الشعرية في العالم العربي في العصر الحديث، بجانب كونه ثائرًا معظِّمًا لمجد العروبة والإسلام. وفي عام 1959 نالت درجة الدكتوراه مع مرتبة الشرف الأولى عن رسالتها «تاريخ الدعوة إلى العامية وآثارها في مصر». وكانت رسالتاها الماجستير والدكتوراه بإشراف د. محمد محمد حسين.

## أعمالها ووظائفها
عملت في التعليم الجامعي، وتدرَّجت في المراتب العلمية حتى نالت درجة الأستاذية في جامعة الإسكندرية، فعُيِّنت معيدةً بقسم اللغة العربية في عام 1947م؛ لتكون أوَّلَ معيدة بالقسم وبالكلية بدعم من أستاذها محمد محمد حسين. وعُيِّنت مدرِّسًا مساعدًا عام 1954م. ثم مدرِّسًا عام 1960م.
ودرَّسَت في كلِّية الآداب جامعة الكويت عام 1968م، وفي السعودية في كلِّية البنات في الرياض عام 1392- 1397هـ، وفي الدمَّام، وكانت أوَّلَ عميدة لكلِّية البنـات في القصيم 1402هـ.
وختمت عملها بالجامعة عام 1981م بوظيفة رئيس قسم اللغة العربية بكلية التربية في جامعة الإسكندرية.

وأشرفت على عدد من رسائل الماجستير والدكتوراه.

نفوسة زكريا في إحدى المناقشات العلمية في الجامعة، ومعها د. محمد مصطفى هدَّارة، ود. سيد حنفي

## كتبها ومؤلفاتها
1. البارودي حياته وشعره (رسالة ماجستير1953)،[6] قدَّم له وأعدَّه للنشر د. محمد مصطفى هدَّارة. وبقي هذا البحث الرصين حبيسَ الأدراج مدة أربعين عامًا، ليرى النور عندما قرَّر مجلس أمناء مؤسسة جائزة عبد العزيز سعود البابطين للإبداع الشعري نشره، بمناسبة تكريم البارودي بإطلاق اسمه على الدورة الثالثة في أكتوبر عام 1992، بإشراف محمد مصطفى هدَّارة. ويجلو البحث صورة حيَّة نابضة لحياة البارودي، مُستقاة من وقائع التاريخ وروح الشعر، فالبارودي من الروَّاد الذين استطاعوا أن يردُّوا للشعر مكانته في عصور ازدهار اللغة العربية وآدابها، ويعيدوا للشعراء قيمتهم وثقتهم برسالتهم الحضارية.[7]
2. تاريخ الدعوة إلى العامِّية وآثارها في مصر[8] (رسالة دكتوراه 1959)، وهو أشهر كتبها وأذكرها، وقد أعدَّت بحثها عن أهم حِقبة في تاريخ مصر الحديث؛ من الثورة العرابية واحتلال بريطانيا لمصر عام 1882 إلى 1946م أي بعد نهاية الحرب العالمية الثانية بسنة واحدة.
3. عبد الله النديم بين الفصحى والعامِّية، الدار القومية للطباعة والنشر 1966. قالت عنه: إنه "استدراك ما فاتني ذكرُه في كتاب تاريخ الدعوة إلى العامِّية عن دور عبد الله النديم في المعارك التي خاضتها العربية الفصحى في عصره، ومنها معركتها مع العامية"، ووقوفه بجانب الفصحى على الرغم من سعة معرفته بالعامية وكثرة تجارِبه في استخدامها والشهرة التي نالها من طريقها.
4. خُرافات لافونتين في الأدب العربي[9]، وقد أعادت الهيئة المصرية العامة للكتاب طبعه عام 2014.
5. الفصحى واللهجات العامِّية وأثرها في قومية الثقافة ومحليتها، أعدَّته بتكليف من المنظمة العربية للتربية والثقافة والعلوم التابعة لجامعة الدول العربية، وقُدِّم لمؤتمر الوحدة والتنوُّع في الثقافة العربية المعاصرة سنة 1971.

## تكريمها
- مُنحت جائزة لتفوقها في الليسانس في عهد الملك فاروق.
- مُنحت جائزة التفوق في الدكتوراه في عهد الرئيس جمال عبد الناصر.[2]

## أسرتها
تزوجها الأستاذُ عباس الشربيني أستاذ اللغة الفرنسية عام 1946 م. وأنجبا ثلاثة أبناء: طارق وهو طبيب، وهاني مهندس، وعمرو الأصغر توفي في حياتها قبل التحاقه بالجامعة.

## قالوا عنها
- أثنى محمود محمد شاكر على كتابها "تاريخ الدعوة إلى العامية" بالغ الثناء قائلًا: «الجهد المبذول في جمع مادة هذا الكتاب  جهدٌ يدل على التجرد الصحيح السليم في طلب المعرفة، وعلى الصدق في السعي إلى الحقيقة، وعلى النفاذ في إدراك الحقائق، وعلى الصبر في معاناة التنقيب بلا كلال ولا ملل.. ولا أظنني قرأت منذ سنوات طوال كتابًا يتناول المسائل العامة في حياتنا الحديثة، بذل فيه صاحبه من الوقت والجهد والأناة ما بذلت الدكتورة نفوسة في كتابها هذا، ولا أظنني قرأت أيضًا في هذا الدهر كتابًا ينبغي لكل عربي وكل مسلم أن يقرأه من ألفه إلى يائه يضارع هذا الكتاب. وحسبها أنها استطاعت أن تجلو للناس صورة صحيحة صادقة مؤيدة بالأسانيد، بلا تزيد ولا كذب ولا ادعاء، عن أكبر معركة تدور في العالم العربي والإسلامي، وهى معركة البناء أو الهدم، معركة الحياة أو الموت، معركة الحرية أو الاستعباد، معركة وحدة العرب والمسلمين بلغة عربية واحدة هي الفصحى، أو تفرق العرب والمسلمين أشتاتًا بلغات متنابذة هي العامية، ولو كان لي من الأمر شيء ، لأمرتُ أن يطبع هذا الكتاب ليكون في يد كل شاب وشابة، وكل رجل وامرأة، ويكون له مختصر ميسر لكل من مكنه الله من القراءة، ولست أريد الإغراق في الثناء، وإخلاء الكتاب من كل عيب، ولكني أراه كتابًا صالحًا لكل مثقف، يجد فيه مادة صحيحة لتاريخ معركة قاسية خبيثة، إذا وقانا الله شرها باليقظة فقد نجونا من المحنة الساحقة، وإذا أسأنا فابتلينا بتمام الغفلة فذلك ذل الأبد، ولا حول ولا قوة إلا بالله وحده».[10]
- وقال حمدي عبد الرحيم في مقالة له: «كشفت نفوسة زكريا عن وجود الفصحى والعامية في كل اللغات وردَّت على القائلين بأن العرب فقط هم الذين يعانون من لهجة محلية عامية ولغة فصيحة قديمة" كما قال عن كتابها تاريخ الدعوة إلى العامية: "كتاب الدكتورة نفوسة نشرته دار المعارف في العام 1964 وظني أنه قد نفد من زمن بعيد، لكنه موجود على شبكة الانترنت، فمن شاء معرفة سحر الدراسات العلمية التي تدافع عن أمتها فعليه بتحميل الكتاب وقراءة كلماته كلمة كلمة».[11]

## وفاتها
توفيت د. نفوسة بالإسكندرية في 19 ربيع الأول 1410هـ الموافق 18 أكتوبر 1989م، عن عمر يناهز الثامنة والستين.

## وصلات خارجية
- البارودي - حياته وشعره - نفوسة زكريا - برنامج الخزانة - د. عبد الله البطاطي
- عبد الله النديم بين الفصحى والعامية - نفوسة زكريا - برنامج الخزانة - د. عبد الله البطاطي